# Этимология терминов права
Этимоло́гия те́рминов пра́ва — происхождение специфических слов и выражений, употребляемых в юриспруденции.
Бо́льшая часть юридических терминов была заимствована из латинского, французского, немецкого и английского языков.

## Заимствования из латинского языка
Для многих языков источником формирования юридических терминов было римское право. Его отличительными чертами являлись точность формулировок, простота и ясность, поэтому оно рецептировалось в страны Европы. Большинство римских юридических терминов дошло до наших дней, став достоянием многих современных законодательных систем. Латинизмы пришли в различные языки не только при непосредственном контакте с самой латынью (к примеру, через учебные заведения), но и при посредстве других языков. Во многих европейских государствах до XII века латынь была языком литературы, науки, официальных бумаг и религии. Ещё и позже на латинском языке защищались диссертации и велась переписка с иностранными специалистами. Всё это способствовало созданию международного фонда научной терминологии.
В настоящее время романские языки, а также английский язык, используют латинские юридические термины практически без изменения их орфографической структуры. Многие из этих слов были взяты напрямую из языка-первоисточника в эпоху Ренессанса, когда возник интерес к латыни не только церковной письменности, но и классической: alibi, bona fide, certiorari, habeas corpus, memorandum, ultra vires, veto.
Немало латинских понятий пришло в английский язык через французский: congress, constitution, legislature, parliament, president, representative. Иногда один общий латинский этимон давал несколько вариантов в английском языке за счёт того, что заимствования приходили через различные языки. Так, латинское прилагательное legalis («законный») имеет формы legal (напрямую из латыни), leal (из англо-норманнского), loyal (из старофранцузского). В юридических текстах перемежаются современные и римские выражения. Латинские формулы называют «излюбленным фольклором» юристов.
В иных языках (германских, скандинавских, славянских) процент латинских терминов и фраз, оставленных в своём исконном написании, довольно незначителен. В русском языке наиболее часто первоначальное написание сохраняют выражения a prima facie, ad hoc, inter alia, per se, pro et contra. В остальных случаях используется транскрипция: «домицилий», «кворум», «мандат», «министр», «нотариус», «плебисцит», «республика», «реторсия», «сервитут», «юриспруденция» и т. д. Как видим, латынь сыграла немалую роль в обогащении русской юридической терминологии, связанной преимущественно с гражданским правом, а также со сферой общественно-политической жизни. В то же время русские юристы настолько увлекались использованием иностранных выражений в своей речи, не только научной, но и в выступлениях в суде, что известный адвокат рубежа XIX—XX вв. П.С. Пороховщиков по этому поводу писал: «Вы говорите перед русским судом, а не перед римлянами или западными европейцами. Щеголяйте французскими поговорками и латинскими цитатами в ваших книгах, в учёных собраниях, перед светскими женщинами, но в суде — ни единого слова на чужом языке».
Многие из латинских заимствований принадлежат к так называемой интернациональной лексике, то есть повторяются в языках многих народов, объединённых между собой общими чертами культурного и общественного развития. По этой причине принципы и основополагающие понятия международного права излагаются на латинском языке: lex loci delicti commissi («закон места причинения вреда»), lis alibi pendens («одновременное рассмотрение гражданского дела судами разных государств»), pacta sunt servanda («договоры должны соблюдаться») и др.
Помимо лексики, из латыни были заимствованы и многие стилистические особенности. Такие особенности европейских языков права были переняты из средневековых документов на латыни, причём зачастую они составлялись служителями (в том числе в области отправления правосудия) католической церкви. Этот язык в большой степени повлиял на деятельность судебных, нотариальных и иных органов во всех европейских странах. Язык административной и судебной деятельности католической церкви был детально разработан. Он во многом превосходил язык светских органов. Этот язык стал образцом, к которому стремились органы светской власти. Ряд черт средневекового языка права сохраняется в течение долгого времени. К таким чертам можно отнести, например, использование распространённых сложных предложений. Специалисты в области языков сталкиваются с этим даже в настоящее время.

## Заимствования из других языков
В первую очередь, стоит отметить, что при заимствовании слов одними языками из других характерны специфические оценочные напластования, нередко связанные с особенностями истолкования значений в некоторых заимствованиях, которыми обменялись оба языка. То есть одно и то же слово в разных языках, имея общие корни, может обозначать абсолютно разные понятия. Например, в отличие от русского слова «указ» («в ряде стран нормативный акт главы государства»), английское ukase может относиться к русской истории, а в применении к жизни стран английского языка означает «произвольный, деспотический акт» и имеет негативный оттенок.

### Французский язык
В течение нескольких веков французский язык играл немаловажную роль для юриспруденции. В XIII—XIV вв. (и даже вплоть до XVIII в.) французский был одним из языков права в Англии (а также в течение длительного времени являлся международным деловым языком), и большое количество французских слов перешло в английскую юридическую лексику, многие из которых имели латинские корни (chattel, court, domicile, estate, laches, lease, petit jury, tenant, voir dire). При сравнении английских и французских синонимов можно заметить, что первые более «просторечны» и конкретны, а вторые — более интеллектуальны и абстрактны: например, freedom и liberty.
Кроме того, французский язык оказал влияние на синтаксис в английских юридических текстах:
- the provisions for termination hereinafter appearing.
- will at the cost of the borrower forthwith comply with the same.

С возрастанием роли Франции до уровня господствующей силы в Европе, в язык права в ряде стран вошли французские термины из сфер частного и публичного международного права. Многие из них являлись простым цитированием: lettres de créance («верительные грамоты»), renvoi («обратная отсылка»), ordre public («публичный порядок») и т.д. В настоящее время в деятельности Евросоюза ощутима новая волна французского языкового влияния. Так, термин acquis communautaire («совокупность всех нормативных актов Евросоюза») был принят всеми странами-участницами либо в форме прямого цитирования, либо заимствования, либо создания неологизма, основанного на французском выражении.
В русском языке французские этимоны имеют слова «акция», «арбитраж», «прокурор».

### Немецкий язык
Конец XIX столетия стал золотым веком для юридической науки в Германии, оказавшей огромное влияние на всю Европу и Северную Америку. Широкое распространение получили выражения и заимствования, относящиеся к различным школам права: Begriffsjurisprudenz («Юриспруденция понятий»), Pandektenrecht («Романо-германское право»), понятие Rechtsgeschäft («Юридическая сделка»).
Несколько ранее, в Петровскую эпоху, в России началось преобразование всех сторон жизни, реформы, которые способствовали обогащению русской лексики иноязычными словами, в том числе немецкими: «аккредитив», «банкрот», «вексель», «рента».

### Английский язык
В течение XIX—XX вв. английский язык стал наиболее значимым в международной торговле и коммерческом праве. Его начали использовать также не англоговорящие стороны договора. Большая часть английской терминологии в сфере коммерческого права была заимствована другими языками. Влияние английского языка оказалось сравнительно устойчивым для русского. К этому источнику восходят многие слова из сферы цивилистики: «каф», «лизинг», «ноу-хау», «сиф», «франчайзинг», «холдинг», «чек».
Необходимо заметить, что исконно английскими являются слова, известные с древнеанглийского периода. Они составляют менее половины всей лексики. Вклад в английскую юридическую терминологию внесли также такие языки, как древнескандинавский (law, ombudsman), ирландский (hooligan) и другие.